# سکوندوس بطلمیوسی
سکوندوس بطلمیوسی (انگلیسی: Secundus of Ptolemais؛ اسقف قرن چهارم بطلمیوس، شحات بود، پس از اولین شورای نیقیه و به دلیل سه‌گانه‌ناباوری تکفیر شد.